# Kikudzsiró nyara
A Kikudzsiró nyara (eredeti címén, japánul 菊次郎の夏 (Kikudzsiró no nacu)) egy 1999-ben bemutatott japán film Kitano Takesi rendezésével és főszereplésével. Az 1999-es cannes-i filmfesztiválon az Arany Pálma díj jelöltje volt.

## Cselekmény
|  | Alább a cselekmény részletei következnek! |

Maszao egy nagyvárosi gyerek, akinek apja meghalt, anyja elhagyta, ezért nagyanyjával él egyedül. Kezdődik a nyári szünidő, barátai elutaznak, fociedzés nincs, ezért unatkozni kezd. Otthon megtalálja anyja fényképét és lakcímét, ezért elhatározza, hogy megkeresi őt a tengerparti Tojohasiban. Nagyanyjának egyik ismerőse, az idegenekkel szemben mindig barátságtalan, sőt, sokszor erőszakos Kikudzsiró lesz a társa az út során.
Kezdetben Kikudzsiró mégsem akarja elvinni a gyereket Tojohasiba, ehelyett kerékpárverseny-fogadásokra szórja el a pénzét: először Maszao tippjével véletlenül nyernek, de ezt nem sikerül megismételniük, így sok pénzt elvesztenek. Este egy park mellett rövid időre egyedül hagyja a gyereket, akit egy pedofil zaklató környékez meg, de Kikudzsirónak sikerül időben megmentenie Maszaót. Ekkor már elhatározza, hogy mégis elmennek a tengerparti városba. Ellop egy taxit, ami lerobban, ezért stoppolással próbálkozik, eközben pedig konfliktusba keveredik egy kamionsofőrrel is, akinek kővel betöri az ablakát. Több napot eltöltenek egy régi buszmegállóban, ahol azonban hiába várnak, mert busz már régóta nem jár arra. Végül egy vándorló költő veszi fel őket és viszi el őket Tojohasiba.
Felkeresik a megadott címet, ahol Kikudzsiró távolról meglátja a gyermek anyját, aki egy másik férfival és egy számukra idegen gyerekkel él együtt. Hogy ne szomorítsa el Maszaót, ezt nem meséli el neki, hanem azt hazudja, anyja már nem él itt, hanem ismeretlen helyre költözött. Kikudzsiró itt találkozik véletlenül két vagánynak kinéző, de valójában nem túl vagány motorossal, akiktől megszerez egy kis kék, angyal formájú csengőt, amit vigasztalásul odaad a csalódott Maszaónak, és hazaindulnak. Útközben Kikudzsiró egy macuri alkalmával is összetűzésbe keveredik több árussal, amiért néhány „verőember” „elhívja beszélgetni”, azaz jól megverik. A vérző Kikudzsiró azt mondja Maszaónak, leesett a lépcsőn.
Útban hazafelé kukoricalopás közben véletlenül ismét találkozik az utazó költővel, akivel és a szintén véletlenül útjukba akadó két motorossal egy időre lesátoroznak, és különféle hagyományos és kevésbé hagyományos játékokkal szórakoztatják a gyereket és egymást. Időközben a Daitó városnév hallatán Kikudzsirónak eszébe jut, hogy az ő anyja, akit már régóta nem látott (a filmből úgy tűnik, őt is régen elhagyta az anyja), ott él egy idősek otthonában. Az egyik motorossal elviteti oda magát, és távolról látja is az idős nőt, de nem megy oda hozzá. Hamarosan a csapat szétválik, Kikudzsiróék pedig hazamennek, és megbeszélik Maszaóval, hogy legközelebb újra megpróbálják megkeresni a gyermek anyját. 
|  | Itt a vége a cselekmény részletezésének! |

## Szereplők
- Kitano Takesi ... Kikudzsiró
- Szekigucsi Júszuke ... Maszao
- Kisimoto Kajoko ... Kikudzsiró felesége
- Guréto Gidajú ... kövér motoros
- Ide Rakkjo ... kopasz motoros
- Daike Júko ... Maszao anyja

## Díjak és jelölések
| 1999 | Cannes-i filmfesztivál               | Arany Pálma                |                 | Jelölés  |
| 2000 | Japán akadémiai díj                  | Legjobb női mellékszereplő | Kisimoto Kajoko | Elnyerte |
| 2000 | Japán akadémiai díj                  | Legjobb zene               | Hiszaisi Dzsó   | Elnyerte |
| 2000 | Japán akadémiai díj                  | Legjobb film               |                 | Jelölés  |
| 1999 | Valladolidi nemzetközi filmfesztivál | Legjobb férfi színész      | Kitano Takesi   | Elnyerte |
| 1999 | Valladolidi nemzetközi filmfesztivál | FIPRESCI-díj               | Kitano Takesi   | Elnyerte |
| 1999 | Valladolidi nemzetközi filmfesztivál | Arany Tüske                |                 | Jelölés  |